# إسبورلاس
بلدية إسبورلاس (بالإسبانية: Esporlas) هي بلدية تقع في منطقة جزر البليار شرق إسبانيا.

## الديموغرافيا
بلغ عدد سكان بلدية إسبورلاس 4.956 نسمة عام 2011 (وفقاً للمعهد الوطني للإحصاء الإسباني).
| 3.507 | 3.875 | 4.197 | 4.457 | 4.640 | 4.808 | 4.956 |